# Слов'янка (Вінниця)
Слов'янка — місцевість у місті Вінниці. Колишнє приміське село, що стало частиною міста. 
Знаходиться на південний захід від Середмістя. Вулиця Келецька розділяє місцевість на Нижню та Верхню Слов'янки.
Забудована багатоквартирною і приватною житловою забудовою, тут досі можна зустріти сільські хатки першої половини 20 століття.
Вулицями Пирогова, Келецькою та Хмельницьким шосе рухається громадський транспорт. Також важливими артеріями є вулиці 600-річчя Вінниці (межа з Вишенькою), Блока, Стахурського.
Межує з мікрорайонами Пирогове та Сабарів.